# Itungelbai
Itungelbai ist ein Fluss im administrativen Staat (Verwaltungsgebiet) Koror der westpazifischen Inselrepublik Palau. Er verläuft im Südosten der Insel Koror.

## Geographie
Der Itungelbai entspringt bei Ngermid auf Koror. Er durchschneidet den Höhenzug Sngall, welcher sich von Norden nach Südosten entlang dem Kanal Toachel Mid zieht, und mündet nach kaum 500 m Verlauf in den Kanal.